# Елліот Річардсон
Елліот Лі Річардсон (англ. Elliot Lee Richardson; 20 липня 1920, Бостон, Массачусетс — 31 грудня 1999, Бостон, Массачусетс) — американський державний діяч, міністр оборони (1973) і міністр торгівлі США (1976–1977).

## Біографія
Закінчив Гарвардський університет зі ступенем бакалавра.
Учасник Другої світової війни, службу закінчив у званні старшого лейтенанта.
У 1947 р. закінчив юридичну школу Гарвардського університету (Harvard Law School).
Державну службу почав в апараті апеляційного суду другого округу, потім — у Верховному суді США.
У 1959—1961 рр. — Прокурор у штаті Массачусетс, у 1965—1967 рр. — Віце-губернатор Массачусетсу, у 1967—1969 рр. — Генеральний прокурор штату Массачусетс.
У 1969—1970 рр. — Постійний помічник Державного секретаря, у 1970—1973 рр. — Міністр охорони здоров'я, освіти та соціального забезпечення США, у січні — травні 1973 р. — Міністр оборони США, у травні — листопаді 1973 р. — Генеральний прокурор США. Самим відомим вчинком на цій посаді стала відмова Річардсона у ході «Вотергейтського скандалу» звільнити главу незалежної комісії з розслідування діяльності президентської адміністрації Арчібальда Кокса, незважаючи на телефонний дзвінок президента Ніксона. На знак протесту проти дії глави держави Річардсон пішов у відставку.
У 1975—1976 рр. — Посол у Великій Британії.
У 1976—1977 рр. — Міністр торгівлі США.
У 1977—1980 рр. — Посол з особливих доручень і спецпредставник президента Картера з питання прийняття Конвенції Організації Об'єднаних Націй морського права і глава американської делегації на третій Конференції Організації Об'єднаних Націй з морського права.
У 1984 році невдало балотувався від Республіканської партії до Сенату США від штату Массачусетс.
Наприкінці 80-х і початку 90-х рр. співпрацював з низкою відомих американських юридичних кампаній.
У 1998 р. був нагороджений Президентською медаллю Свободи.